# 津口竜一
津口 竜一（つぐち りゅういち、1979年5月22日 - ）は、大阪府大阪市出身の元社会人野球選手（投手）。株式会社スマイルプランナー代表取締役。

## 経歴・人物
高校は、大阪府でも有数の進学校である大阪府立北野高等学校へ進学。高校進学後から野球を始める。
高校卒業後は、1年間の浪人を経て千葉大学法経学部に入学。入学当初は、「野球は大学まで、あとは法曹を目指そう」と考えていた。しかし、当時千葉県大学リーグ2部が定位置であった同大学野球部で、津口は早いうちにエース格となり、チームを久々の1部に昇格させる活躍を見せる。
大学時代の活躍もあり、卒業後の2003年には社会人野球のTDKに入社。当時のエースは仁部智と野田正義の2本柱であったが、貴重な左腕ということで重用され、1年目シーズンが終わった時の野球雑誌で「来年のドラフト候補」に名前が挙がったことがあった。
しかし、翌2004年以降はフォームを乱してからコントロールに苦しむようになり、先発することも少なくなってきた。現在では、左の中継ぎとしてベンチ入りすることが多い。
2005年、茨城ゴールデンゴールズが秋田にやってきた際に、秋田県内の社会人野球チームで選抜チームを結成し、津口もここに選ばれたが、片岡安祐美に社会人初ヒットを献上した。
2008年に退団した。社業専念後にTDKを退社。
TDK退職後は起業し、2014年よりは株式会社スマイルプランナーの代表取締役を務める。野球選手の文武両道を応援する企業として、投球改善ギア「キレダス」や野球だけの英語テキスト「BackStage」の販売を手掛けるほか、ホワイトボードアニメーションを取り扱っている。